# 13e étape du Tour de France 1919
Pour un article plus général, voir Tour de France 1919.
La 13e étape du Tour de France 1919 s'est déroulée le 23 juillet.
Les coureurs relient Strasbourg (Bas-Rhin) à Metz (Moselle), au terme d'un parcours de 315 kilomètres.
L'Italien Luigi Lucotti remporte sa deuxième étape consécutive tandis que le Français Eugène Christophe conserve la tête du classement général.

## Parcours
Le parcours vallonné conduit les coureurs au départ de Strasbourg puis à Brumath, Haguenau, Soultz-sous-Forêts, Wissembourg, Climbach, Sturzelbronn, Bitche, Rohrbach, Sarreguemines, Fohrbach, Saint-Avold, Boucheporn, Boulay, Bouzonville, Homburg, Thionville, Neufchef, Briey, Saint-Privat-la-Montagne, Moulins-les-Metz avant l'arrivée à Metz.

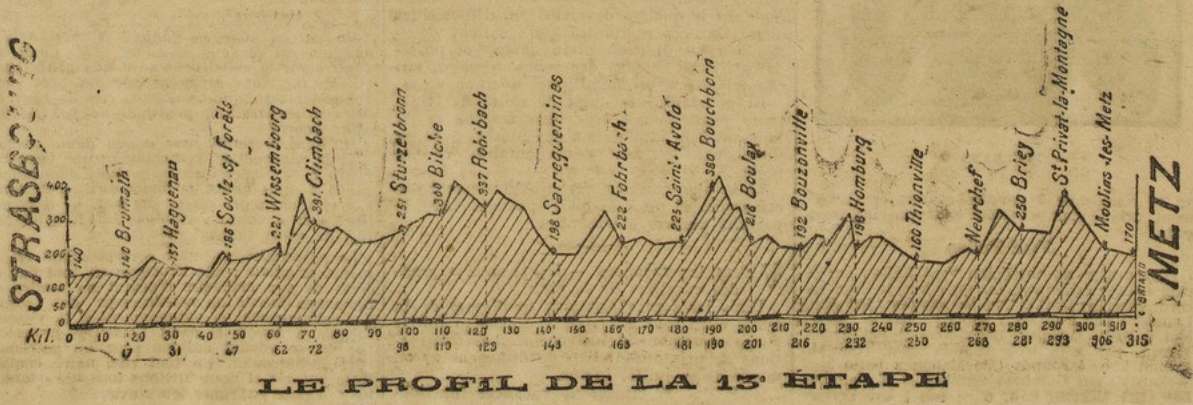
Le profil de la 13e étape paru dans L'Auto du 22 juillet 1919

## Déroulement de la course
Le début d'étape se déroule de manière monotone.
Dix kilomètres avant Boulay, Christophe s'arrête pour satisfaire un besoin naturel. Le peloton, alors constitué de huit coureurs passe à l'attaque pour distancer le leader du classement général. Son retard n'étant que de 32 secondes au contrôle de Boulay, Christophe peut réintégrer le peloton peu après.
L'Italien Lucotti attaque dans une côte à la sortie de Hayange, mais est repris, il attaque à nouveau dans la forêt de Hayange accompagné par Barthélémy, à nouveau sans succès.
Après Briey, Lucotti profite du changement de pignon pour attaquer à nouveau, seul Coomans parvient à le suivre, avant d'être décroché à 30 km de l'arrivée. Barthélémy rejoint Lucotti peu après et les deux hommes se relaient pendant 20 km pour rejoindre ensemble l'arrivée.
À Metz, Lucotti bat Barthélémy au sprint. Scieur complète le podium un peu plus de deux minutes plus tard.

## Classements

### Classement de l'étape
Onze coureurs restent en course.
| \| Classement de l'étape \| Classement de l'étape \| Classement de l'étape \| Classement de l'étape \| Classement de l'étape \| \| Coureur \| Coureur \| Pays \| Équipe \| Temps \| \| --------------------- \| --------------------- \| --------------------- \| --------------------- \| --------------------- \| \| 1er \| Luigi Lucotti \| Italie \| Bianchi \| 11 h 55 min 13 s \| \| 2e \| Honoré Barthélémy \| France \| La Sportive \| \| \| 3e \| Léon Scieur \| Belgique \| La Sportive \| \| \| 4e \| Eugène Christophe \| France \| \| \| \| 5e \| Jacques Coomans \| Belgique \| La Sportive \| \| \| 6e \| Firmin Lambot \| Belgique \| La Sportive \| \| \| 7e \| Joseph Van Daele \| Belgique \| La Sportive \| \| \| 8e \| Jean Alavoine \| France \| Peugeot-Wolber \| \| \| 9e \| Paul Duboc \| France \| \| \| \| 10e \| Alfred Steux \| Belgique \| La Sportive \| \| |                   |          |                |                  |
| |                   |          |                |                  |
| |                   |          |                |                  |
| Classement de l'étape |                   |          |                |                  |
| Coureur | Coureur           | Pays     | Équipe         | Temps            |
| 1er | Luigi Lucotti     | Italie   | Bianchi        | 11 h 55 min 13 s |
| 2e | Honoré Barthélémy | France   | La Sportive    |                  |
| 3e | Léon Scieur       | Belgique | La Sportive    |                  |
| 4e | Eugène Christophe | France   |                |                  |
| 5e | Jacques Coomans   | Belgique | La Sportive    |                  |
| 6e | Firmin Lambot     | Belgique | La Sportive    |                  |
| 7e | Joseph Van Daele  | Belgique | La Sportive    |                  |
| 8e | Jean Alavoine     | France   | Peugeot-Wolber |                  |
| 9e | Paul Duboc        | France   |                |                  |
| 10e | Alfred Steux      | Belgique | La Sportive    |                  |

### Classement général
| \| Classement général \| Classement général \| Classement général \| Classement général \| Classement général \| \| Coureur \| Coureur \| Pays \| Équipe \| Temps \| \| ------------------ \| ------------------ \| ------------------ \| ------------------ \| ------------------ \| \| 1er \| Eugène Christophe \| France \| \| 194 h 23 min 40 s \| \| 2e \| Firmin Lambot \| Belgique \| La Sportive \| \| \| 3e \| Jean Alavoine \| France \| Peugeot-Wolber \| \| \| 4e \| Honoré Barthélémy \| France \| La Sportive \| \| \| 5e \| Léon Scieur \| Belgique \| La Sportive \| \| \| 6e \| Jacques Coomans \| Belgique \| La Sportive \| \| \| 7e \| Luigi Lucotti \| Italie \| Bianchi \| \| \| 8e \| Paul Duboc \| France \| \| \| \| 9e \| Alfred Steux \| Belgique \| La Sportive \| \| \| 10e \| Joseph Van Daele \| Belgique \| La Sportive \| \| |                   |          |                |                   |
| |                   |          |                |                   |
| |                   |          |                |                   |
| Classement général |                   |          |                |                   |
| Coureur | Coureur           | Pays     | Équipe         | Temps             |
| 1er | Eugène Christophe | France   |                | 194 h 23 min 40 s |
| 2e | Firmin Lambot     | Belgique | La Sportive    |                   |
| 3e | Jean Alavoine     | France   | Peugeot-Wolber |                   |
| 4e | Honoré Barthélémy | France   | La Sportive    |                   |
| 5e | Léon Scieur       | Belgique | La Sportive    |                   |
| 6e | Jacques Coomans   | Belgique | La Sportive    |                   |
| 7e | Luigi Lucotti     | Italie   | Bianchi        |                   |
| 8e | Paul Duboc        | France   |                |                   |
| 9e | Alfred Steux      | Belgique | La Sportive    |                   |
| 10e | Joseph Van Daele  | Belgique | La Sportive    |                   |